# Controller (videogiochi)

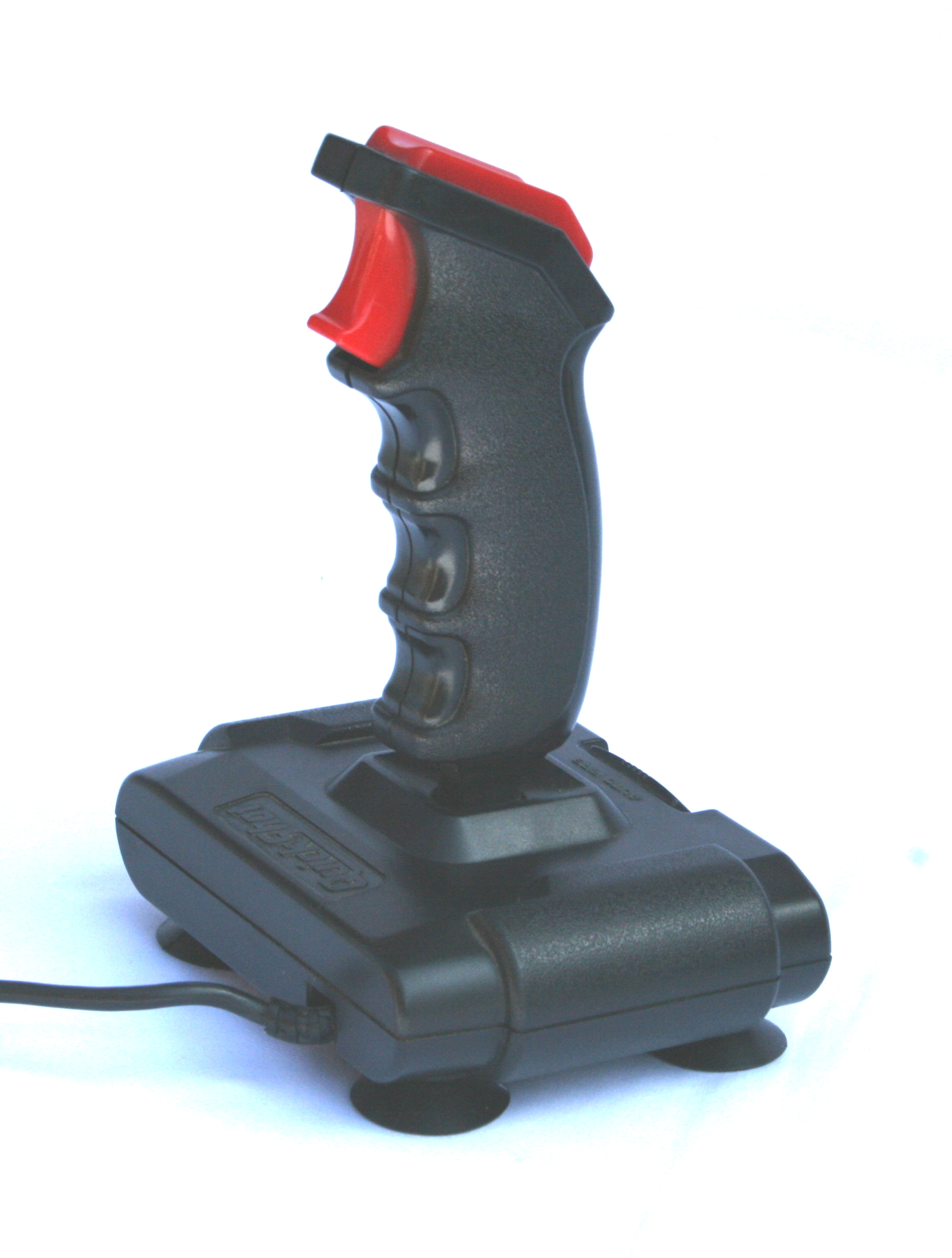
Un joystick utilizzato tipicamenti ai tempi degli home computer

Un controller, detto anche game controller (traducibile dall'inglese come "controllore di gioco"), è una periferica per sistemi di intrattenimento, usato per fornire l'input in un videogioco.
Un controller è tipicamente connesso a una console o a un computer da un cavo o da una connessione senza fili. La funzione principale di un controller è di governare il movimento/azione di un corpo/oggetto giocabile o comunque influenzato da eventi in un videogioco.
I tipi di controller più comuni sono joystick e gamepad, mentre possono essercene di più specifici per determinati generi di gioco, ad esempio volante per giochi di guida, cloche per simulatori di volo.
Dispositivi come mouse e tastiera, sebbene spesso utilizzati anche nei videogiochi, non sono generalmente chiamati controller. Possono essere emulati con gamepad attraverso l'uso di programmi come JoyToKey, e viceversa. Anche i controlli fissi sui cabinati arcade e sulle console portatili non sono definiti controller in quanto non collegati esternamente al sistema.
Con controller standard si intende il controller di base che viene sempre incluso con la console alla vendita, mentre altri possono essere acquistabili separatamente; ma spesso questo è sottinteso quando si specifica qual è la console (es. con "il controller del Nintendo 64..." si intende quello standard).

## Tipologia

### Gamepad
Un gamepad, conosciuto anche come joypad, è il più comune tipo di game controller, tenuto in entrambe le mani con tutte le dita per fornire input. 
Gamepad possono avere da due a 12 bottoni o più. combinati con analogici multidirezionali o controlli digitali. Gamepad generalmente combinano un set di bottoni d'azione gestiti dalle dita della mano destra, e controller direzionali gestiti dalle dita della mano sinistra. Questi permettono al giocatore di far muovere gli elementi del gioco in tre dimensioni, con altri bottoni che migliorano le azioni veloci.
Grazie alla facilità dell'uso e la precisione del gamepad, si sono diffusi tra le tradizionali console originate da computer come comuni dispositivi di input.
I più moderni game controller sono una variazione dei gamepad standard. Alcuni comuni supplementi ai gamepad standard includono grilletti posti lungo la parte alta del gamepad, bottoni centrali
etichettati Start, Select, Mode e un motore interno per fornire Interfaccia aptica.
Gamepad sono i principali tipi di input di tutte le moderne console da gioco. Gamepad sono anche disponibili per personal computer, ma non tutti i giochi supportano i gamepad, preferendo le più convenzionali tastiere e mouse. Comunque, i maggiori emulatori di console supportano i gamepad.

### Paddle
La paddle è un controller che combina una manopola a ruota e uno o più pulsanti di fuoco. La ruota è usata tipicamente per controllare i movimenti del giocatore o di un oggetto lungo un asse del video.
Le paddle sono stati i primi controller analogici. Una variazione sulle Paddle, l'Atari driving controller, apparve nell'Atari 2600. 
Progettato specificamente per il gioco Indy 500, era simile in operazioni e design alla regolare Paddle, ma la sua ruota può girare illimitatamente in tutte le direzioni, e manca l'extra paddle incluso nella versione precedente del modello.

### Trackball
Un trackball è semplicemente un mouse a due direzioni che può essere controllato con il palmo di una mano. 
Ha il vantaggio di non richiedere molto spazio sulla scrivania e la sua velocità dipende dalla velocità della sfera. 
Questo è più veloce di un movimento del mouse grazie allo spazio limitato di cui necessita.
Utilizzi noti del Trackball sono nei giochi: Centipede, Marble Madness, Golden Tee e Sonic Arcade.

### Joystick
Il Joystick è una periferica di tipo generico che consiste in una impugnatura che può pendere attorno entrambi i due assi e (a volte) attorno al terzo.
Il Joystick è solitamente utilizzato per una grande varietà di titolo, tra cui anche i simulatori di volo. HOTAS controller, composti da  un joystick e una leva (vedi dopo) è la combinazione più popolare per i simulatori di volo tra i più fanatici.
La maggior parte dei Joystick sono progettati per essere operati con la mano principale dell'utente, con la base tenuta dell'altra mano o montata su un piano.

### Cloche
Una cloche (o Yoke, con termine inglese) è molto simile ad un Joystick e può essere identificata come una sua speciazione, in quanto ha i controlli che si trovano di solito in un aereo ed ha tre assi di movimento, non solo avanti-dietro e laterale destra-sinistra, ma anche rotatorio orario-antiorario, equivalente al volante di un aeroplano. 
Alcune cloche hanno controlli addizionali per simulare le funzioni di un aeroplano come il pulsante radio push-to-talk.

### Arcade stick
Questo dispositivo è una variante del Joystick, che può anche essere definito come la versione domestica dei controller per videogiochi arcade con solo i movimenti su due assi (avanti-dietro e laterale destra-sinistra) e input digitali (on off), spesso concepito per l'uso di emulatori. Ha una forma a plancia, rettangolare, con una levetta direzionale la cui impugnatura può avere una sfera o un pulsante all'apice. I pulsanti di gioco variano di numero in base alla generazione di produzione o al tipo di giochi al quale è destinato; attualmente un buon arcade stick ne ha otto. Di solito ha anche i pulsanti funzione [select] e [start] e ne può avere altri per la navigazione delle opzioni. 
Generalmente la disposizione della levetta è sulla sinistra e i pulsanti sulla destra.
A volte è per due giocatori raddoppiando i comandi in un unico oggetto, oppure include internamente la console per eseguire i giochi, ma questo alza di molto il costo.
Alcuni esempi storici: Dreamcast Arcade Stick; Mortal Kombat Fight Stick; Capcom Home Arcade.

### Volante
Il volante, essenzialmente una versione larga della paddle, è usato per i simulatori di gara come Live for Speed, Grand Prix Legends, GTR2 e Richard Burns Rally.
Il primo volante è apparso nell'era del Nintendo 64 e PlayStation.  Studiati per dare le stesse sensazioni che dà un'esperienza di guida di una vera macchina, ma il realismo dipende dal gioco.
Alcuni hanno pedali per controllare l'accelerazione e il freno. Il cambio è gestito da dei paddle dietro al volante oppure da una leva che può muoversi solamente avanti e indietro (cambio sequenziale) o in modo simile a quella di un vero veicolo (cambio ad H), e in quest'ultimo caso può essere presente il pedale della frizione.
La maggior parte dei volanti girano solo da 200 a 270 gradi, ma alcuni modelli, come il Logitech Driving Force Pro, Logitech G25 e Logitech G27, possono ruotare di 900 gradi o 2.5 giri Lock-to-lock.
Il Namco Jogcon paddle è stato disponibile per il gioco per PlayStation R4: Ridge racer Type 4. 
Diversamente dal "reale" volante per videogiochi, il Jogcon è stato studiato per adattarsi alla mano dell'utente.
È molto più piccolo di un volante (il diametro è simile a quello di una lattina) simile alla manopola a scorrimento usata in alcuni registratori.
Il gioco Mario Kart Wii è stato assemblato con il volante Wii, uno sterzo con all'interno il Wii Remote per utilizzare il sistema di riconoscimento del movimento per controllare il gioco.

### Pedale
I pedali possono essere usati per simulatori di guida e di volo. In questo caso formano un set di pedali asimmetrici che possono simulare l'accelerazione, il freno e la frizione, come una vera automobile.

In alcuni casi, un set di pedali simmetrici per simulare i controlli del timone e il freno negli aeroplani. Come menzionato, molti volanti includono un set di pedali.

Altri tipi di pedali vengono utilizzati su alcuni videogiochi basati sull'uso della pistola ottica, generalmente il pedale serve per mettersi in riparo (ma non si può sparare) o esporsi (e poter sparare).

### Tastiera e mouse

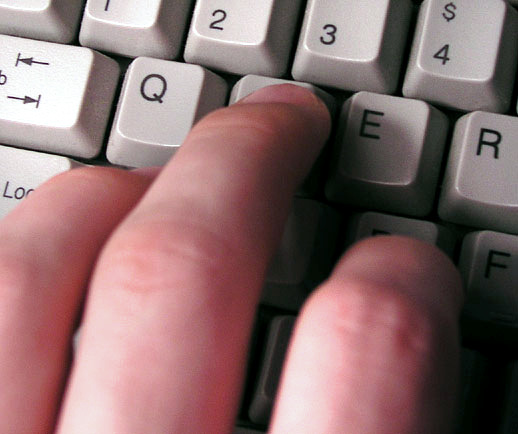
Esempio di tastiera con le dita su WASD

La tastiera e il mouse (o il suo equivalente touchpad) sono tipici dispositivi di input per personal computer, e sebbene non siano tecnicamente dei controller, sono tuttora i principali controlli di videogiochi per computer. Anche alcune console hanno la possibilità di funzionare con una tastiera e un mouse.
Molto diffuso nei videogiochi è l'uso dei tasti freccia per far muovere un soggetto, o in alternativa dei tasti WASD. Ma la peculiarità della tastiera rispetto ad altri controller è la presenza di un numero elevato di tasti, che oltre alla scrittura di testo consente l'accesso diretto a molte funzioni. Anche nei giochi controllati principalmente con joystick o mouse, la tastiera può essere una periferica integrativa dove i tasti eseguono funzioni secondarie (per le quali non sono sufficienti i pulsanti della periferica principale) o forniscono scorciatoie.
L'uso del mouse è diffuso sia come tradizionale dispositivo di puntamento e selezione (come nei giochi punta e clicca, strategici, rompicapo...), sia come comando di movimento diretto di un soggetto (rotazione in due o in tre dimensioni, puntamento di un mirino...).

### Touch screen
Un touch screen è un dispositivo di input che permette all'utente di interagire con il computer toccando lo schermo. 
È stato utilizzato per la prima volta in una console dedicata con Tiger game.com. 
La Nintendo l'ha popolarizzato per i videogiochi del Nintendo DS; un altro sistema che lo include è il Tapwave Zodiac come la maggior parte dei palmari.
I moderni touch screen usano una plastica sottile, resistente e trasperante sovrapposta ad uno schermo di vetro. La posizione del tocco è calcolata dalla Capacità elettrica per l'asse X e Y,  in base a dove avvengono i vari tocchi.

### Sensore di movimento
Il sistema del Wii utilizza un nuovo tipo di controller, chiamato Wii Remote. Usa un accelerometro per ottenere approssimativamente l'orientazione e la velocità e un sensore di immagine che può essere usato come 
dispositivo di puntamento. I controller Sixaxis, DualShock 3 e PlayStation Move per PlayStation 3 hanno simili capacità di riconoscimento.

### Pistola ottica
Una pistola ottica (light gun) è una periferica usata per "sparare" agli obbiettivi in gioco. Di solito ha la forma  di una pistola o fucile. Il loro utilizzo è limitato a giochi sparatutto o di tiro a bersaglio.
La prima pistola da console venne venduta con Magnavox Odyssey: in seguito, la Nintendo volle incrementare lo standard per Famicom e NES.
Nintendo pubblicò anche un adattatore con lo stile della pistola per il Wii Remote, chiamato Wii Zapper, che può essere utilizzato con Link's Crossbow Training.

### Tastierino programmabile per PC
Sono dei controller specializzati specificamente usati per sparatutto in prima persona, giochi RTS e alcuni tipi di giochi arcade.
Questi controller possono essere programmati per simulare tasti, macro in alcuni casi.
Sono sviluppati per alcuni giochi che richiedono una tastiera per giocare.

### Altri
- Pinball controllers e console multi-pulsante per giochi di strategia sono stati messi in commercio in passato, ma sono ancora popolari tra i più appassionati del genere.
- Piattaforma da ballo, essenzialmente una griglia di pulsanti da pavimento sensibili alla pressione del calpestare, hanno visto il successo di nicchia con la popolarità dei giochi ritmici come dance dance revolution e Pump it Up. La piattaforma da ballo è stata introdotta con l'atari 2600, chiamata "exus foot craz". La nintendo comprerà in futuro questa tecnologia dalla Bandai usandola sul loro "Power pad", per Famicon e NES.
- Balance board: una tavola su cui il giocatore sta in piedi, che compare con il gioco Wii Fit. Alcuni altri giochi sono stati sviluppati per essere compatibili con la Balance Board. È stata preceduta da decenni dal Joyboard, prodotto dalla Amiga per Atari 2600, ColecoVision e computer Atari. Fornito in particolare insieme a un gioco di sci acrobatico, Mogul Maniac, il Joyboard è comunque compatibile con qualsiasi gioco[6].
- Giochi ritmici con controller che simulano gli strumenti musicali come chitarre (GuitarFreaks, the Guitar Hero series, Rock Band and Rock Band 2), batterie  (Donkey Konga, DrumMania, Guitar Hero World Tour and the two Rock Band games), o maracas (Samba de Amigo) hanno avuto un gran successo negli arcade e nelle console da casa. Un altro gioco ritmico basato sull'arte del DJ e del giradischi (Dj hero) usa una periferica con giradischi.
- Buzzers: Un recente esempio di un controller da gioco veramente semplice, sono i quattro grandi "buzzers" (pulsanti rotondi) usati con Playstation 2 e Playstation 3 per giochi quiz con la serie Buzz! (dal 2005); sia i giochi che i controller chiaramente sono ispirati agli show televisivi.
- Negcon: è un controller unico per i giochi di corsa per Playstation. Fisicamente assomiglia ad un gamepad, ma la meta sinistra e destra ruotano tra di loro creando una variazione del paddle controller.
- Microfono: Alcuni giochi hanno avuto successo usando un cuffie o microfono come controller secondario, come Hey You, Pikachu!, Rock Band, Tom Clancy's ENDWAR e la serie SOCOM: U.S. Navy SEALs. Utilizzano il microfono permettendo ai giocatori di mandare comandi al gioco, controllare la propria squadra (come in Socom) e altri personaggi di IA (Pikachu). Il nintendo ds ha il microfono integrato nel suo sistema. Viene utilizzato per diversi scopi, incluso il riconoscimento vocale  (Nintendogs, Brain Age: Train Your Brain in Minutes a Day!), chat online tra e durante sessioni di gioco (Pokemon diamante e perla), e minigiochi che richiedono al giocatore di colpire o gridare nel microfono (Feel the Magic: XY/XX, WarioWare: Touched!, Mario Party DS).
- Steel batallion per l'Xbox è stato incluso con la dashboard completa, con 2 joystick e oltre 30 pulsanti, allo scopo di far sentire come in un attuale simulatore Mecha.
- Canna da pesca: il primo controller da pesca è apparso come un accessorio per la console video Sega Dreamcast per giocare con SEGA marina fishing. Dopo altri giochi per Playstation hanno utilizzato controller simili.
- Schermo fluttuante interattivo: dal 2003 due società, IO2Technology dagli Stati Uniti e FogScreen dalla Finlandia hanno sviluppato in stile Minority Report interfacce interattive galleggiante che visualizzano una immagine proiettata a mezz'aria, con la quale si può interagire con il dito similmente ad un touch screen. La versione IO2Technology si chiama Heliodisplay.
- Cuffia per controllo mentale: A partire dal 24 marzo 2007  US / società australiana chiamata Emotiv Systems ha iniziato il lancio di un dispositivo controllato dalla mente per i videogiochi basati su elettroencefalografia. È stato riferito dal Wall Street Journal Don Clark su MSNBC.
- PCGamerBike simile a una coppia di pedali rimosso da una cyclette, in seguito posti sotto e davanti ad una sedia è utilizzato per controllare con precisione i caratteri del gioco.
- Sistemi di rilevazione di movimento ottico come TrackIR e Freetrack utilizzano una videocamera per tracciare un copricapo a infrarossi illuminato o di emissione. I piccoli movimenti della testa sono tracciati e poi tradotti in movimenti virtuali molto più grandi all'interno del gioco, permettendo controllo a mani libere e una migliore immersione nel gioco.
- Sistemi di rilevazione di movimento meccanico come Gametrack usa cavi attaccati ai guanti per rilevare la posizione di elementi fisici in uno spazio a tempo reale in tre dimensioni. Il meccanismo Th Gametrack contiene bobine di cavi riavvolgibili e guida un piccolo braccio tubolare da cui passano i fili. Il braccio guida è articolato in una giuntura sferica come il braccio e la sfera segue l'angolo per come il filo si estende dal meccanismo. La distanza dell'elemento tracciato dal meccanismo è determinato attraverso componenti che misurano la rotazione dalla bobina lungo il cavo retrattile, e calcola quanto è esteso il cavo.
- I pannelli di controllo simulano i pannelli di controllo degli aerei, sia generici che specifici aerei, che sono usati in parti della tastiere per mandare comandi al simulatore di volo. Alcuni di questi sono più costosi di tutto il resto del sistema. I pannelli solitamente simulano solo cambi, pulsanti e controlli.
- Train control: Altri pannelli di controllo che simulano i comandi dei treni. Il "RailDriver" per esempio è sviluppato per funzionare con Trainz, Microsoft Train Simulator e Kuju Rail SImulator.

## Connessione e alimentazione
I vari controller oltre a cambiare nella tipologia e quindi forma, si distinguono anche per il tipo di connessione e alimentazione:
- Cablati sono dispositivi che si collegano tramite porte proprietarie con 1 o più cavi elettrici, permettendo al controller di essere relativamente leggero rispetto ad una corrispettiva controparte senza fili, di contro risente della lunghezza della connessione, che limita anche la libertà di movimento
- Senza fili/Wireless, permettono una massima libertà di gestione del controller, senza incorrere in problemi di gestione dei collegamenti fisici, che tendono a ingarbugliarsi o danneggiarsi, inoltre il sistema senza fili può essere ulteriormente diversificato in base al tipo di alimentazione
  - Batteria integrata batteria ricaricabile presente nativamente dentro il controller e generalmente non sostituibile se non smontando il controller e pressoché sempre monodimensionali e specifiche per ogni controller, l'eccezione più significativa è il controller della Wii U che aveva la batteria integrata sostituibile, la quale era disponibile in 2 misure differenti.
Il vantaggio principale delle batterie integrate è la maggiore compattezza e leggerezza, ma di contro la loro sostituzione può risultare costosa e problematica, inoltre in caso di batteria scarica costringe all'uso del controller in modo cablato (sistema carica ed usa)
  - Batteria sostituibile le batterie sono di tipo standard, generalmente del tipo AA e di solito da 2 a 4 pile (dipende dal tipo di controller), il che permette una facile sostituzione e reperibilità, sia con pile alcaline che ricaricabili, questa soluzione permette un uso pressoché continuo del pad in modalità senza fili, in quanto consente la sostituzione al volo delle batterie, le quali se ricaricabili è possibile riutilizzarle una volta ricaricate tramite un caricabatterie, mentre per le alcaline o le ricaricabili a fine vita (al termine dei cicli di ricarica) è possibile un facile smaltimento nel circuito di recupero.

## Longevità dell'hardware

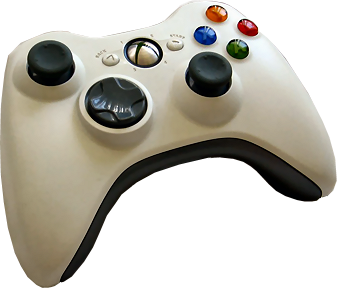
Un Wireless Controller per Xbox 360

Dato il numero di parti mobili e gomma morbida nei controller c'è da aspettarsi che, dopo l'uso esteso, alcuni bottoni possano eventualmente perdere reattività a causa del deterioramento delle parti di gomma che connettono il pulsante duro esterno al circuito integrato, per risolvere il problema in alcuni casi è sufficiente pulire le parti, in altri è necessario sostituire le componenti in gomma conduttiva.

Per quanto riguarda i comandi analogici, come i joystick dei gamepad, questi possono andare incontro alla deriva (viene recepito un comando di direzione anche senza effettuare alcun azione diretta sul comando), che può essere derivato da due cause distinte, di cui la più comune è quella di tipo meccanica, con la levetta che non riesce a ritornare correttamente al suo centro e rimane azionata (dovuto all'usura meccanica), altro problema è invece imputabile alla componente che rileva la posizione, che può essere di tipo resistivo (tramite trimmer/potenziometro) o ad effetto Hall (sistema utilizzato per la prima volta sul Dreamcast Gamepad), il quale o si rompe e non rileva più l'input o l'eventuale usura del componente non permette la corretta rilevazione della posizione (problema che affligge i sistemi a strisciamento)

Anche le custodie di plastica del joystick e manubri possono rompersi se usati troppo violentemente, problema che affligge maggiormente i controller economici.
Anche il più robusto joypad, in grado di resistere all'usura meccanica per anni, può essere sconfitto dallo sviluppo di giochi che richiedono più bottoni o funzioni, o cambiamenti dell'interfaccia usata, rendendoli obsoleti.
Per esempio, l'incremento numerico degli assi e dei pulsanti richiesti dai simulatori di volo e il disuso delle porte gioco del PC non hanno lasciato molti controller funzionanti.
La fine di una generazione di console di gioco porta generalmente  al disuso sia per una console che per i suoi controller.

## Zona morta
La zona morta si presenta per tutti i tipi di comandi ed è quella fase in cui il movimento del comando (pulsante, grilletto, joystick, ecc) non corrisponde ad alcun comando effettivo, in quanto non viene recepito alcun input o rientra nella zona di filtraggio. Queste zone morte sono fondamentali per il corretto funzionamento dei comandi, in quanto altrimenti i comandi verrebbero rilevati come sempre azionati. L'eventualità di poter regolare la zona morta aumentando o diminuendo il filtraggio del segnale permette anche di determinare la reattività delle azioni sui comandi (spostamento/azione minima necessaria per ottenere una risposta).
La zona morta nei comandi digitali (on-off) è di natura fisica e necessaria in quanto il funzionamento è basato sulla chiusura di un interruttore, il quale può essere di varia natura ed è necessaria una distanza minima per scongiurare la chiusura accidentale del circuito, mentre la zona morta dei comandi analogici non sempre presenta una zona morta di tipo fisico (di solito essa risulta presente solo per i pulsanti fisici o per alcuni pulsanti a grilletto); generalmente fanno più affidamento a un sistema di condizionamento dell'input, il quale scarta i valori più estremi e quelli prossimi alla condizione di riposo del comando.
Inoltre per i comandi analogici è possibile utilizzare anche un sistema di filtraggio dell'input basato sul software, che può essere a livello di sistema o proprietario del programma in esecuzione, più raramente questo sistema è integrato nel controller. Con tali soluzioni in alcuni casi è possibile regolare le varie zone morte e più raramente anche le curve di sensibilità del comando stesso.

## Rischi per la salute
Dal momento che il controller è il modo più comune per interagire con un gioco, deve essere progettato ergonomicamente per essere comodo per la maggior parte dei potenziali utenti per evitare danni come RSI o sindrome del tunnel carpale.
I più moderni controller sono progettati pensando alla posizione rilassata delle mani, che danno origine al design a "punta" che ha ridotto dolori e crampi dopo il lungo utilizzo con i vecchi pad come quelli del NES o del Sega Master System.
Inoltre, le "Dita Nintendo" è un termine coniato nei primi anni '90 dopo che i giocatori di videogiochi si sono procurati dei dolori e sviluppato vesciche a causa della durezza dei pulsanti.
Un altro comune fenomeno meno pericoloso è stato il crampo Nintendo: un dolore che si fa sentire dal pollice fino al palmo della mano.
Ciò tende a verificarsi durante l'uso in particolare dei controller di piccole dimensioni.
Questi ultimi possono infatti verificarsi in qualsiasi dito della mano o per un lungo uso di una posizione "ad arco" ed è molto meno pericoloso delle "Dita Nintendo".

## Altre forme integrate

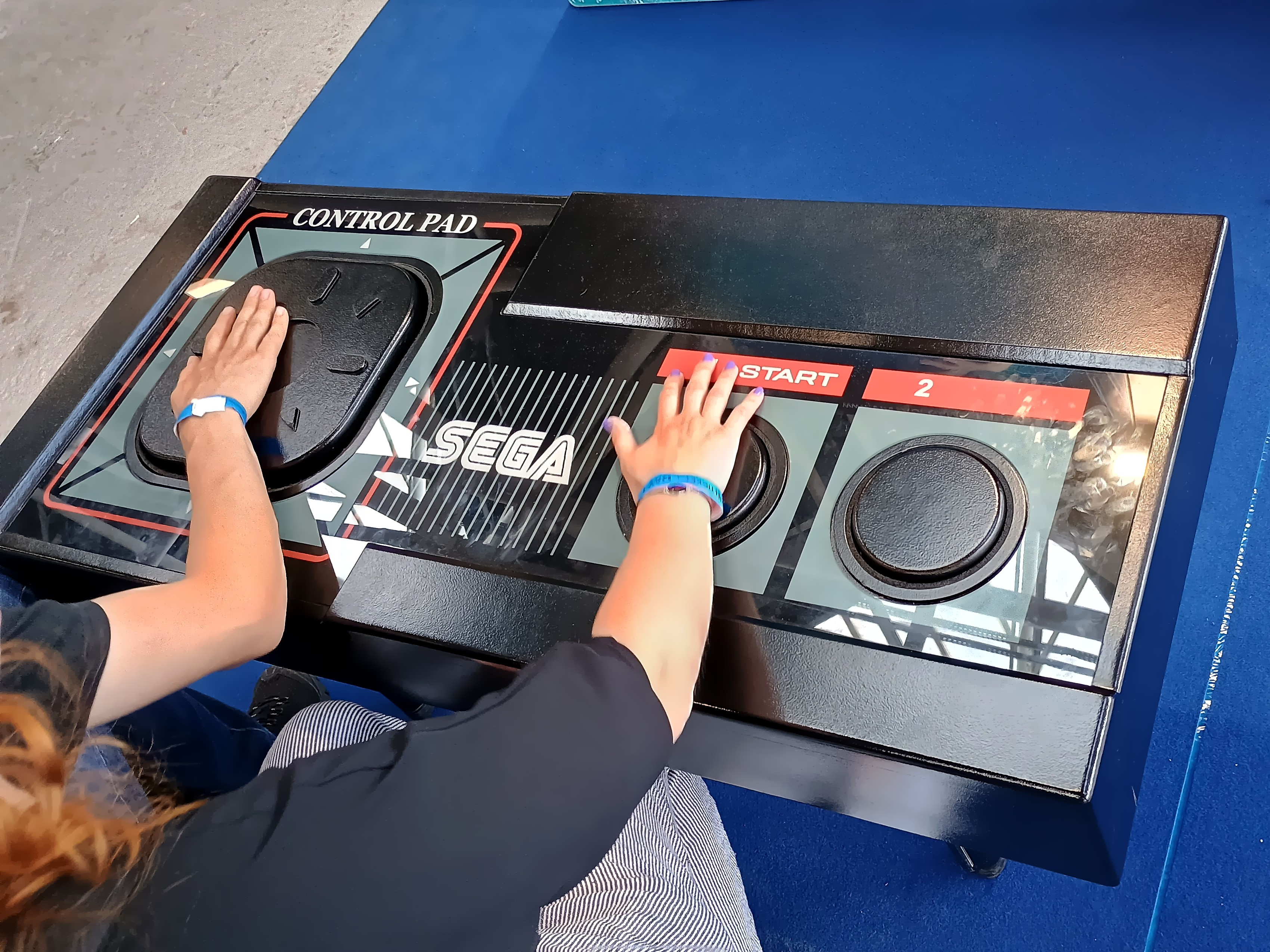
Tavolino realizzato a forma di gamepad per Master system e realmente funzionante

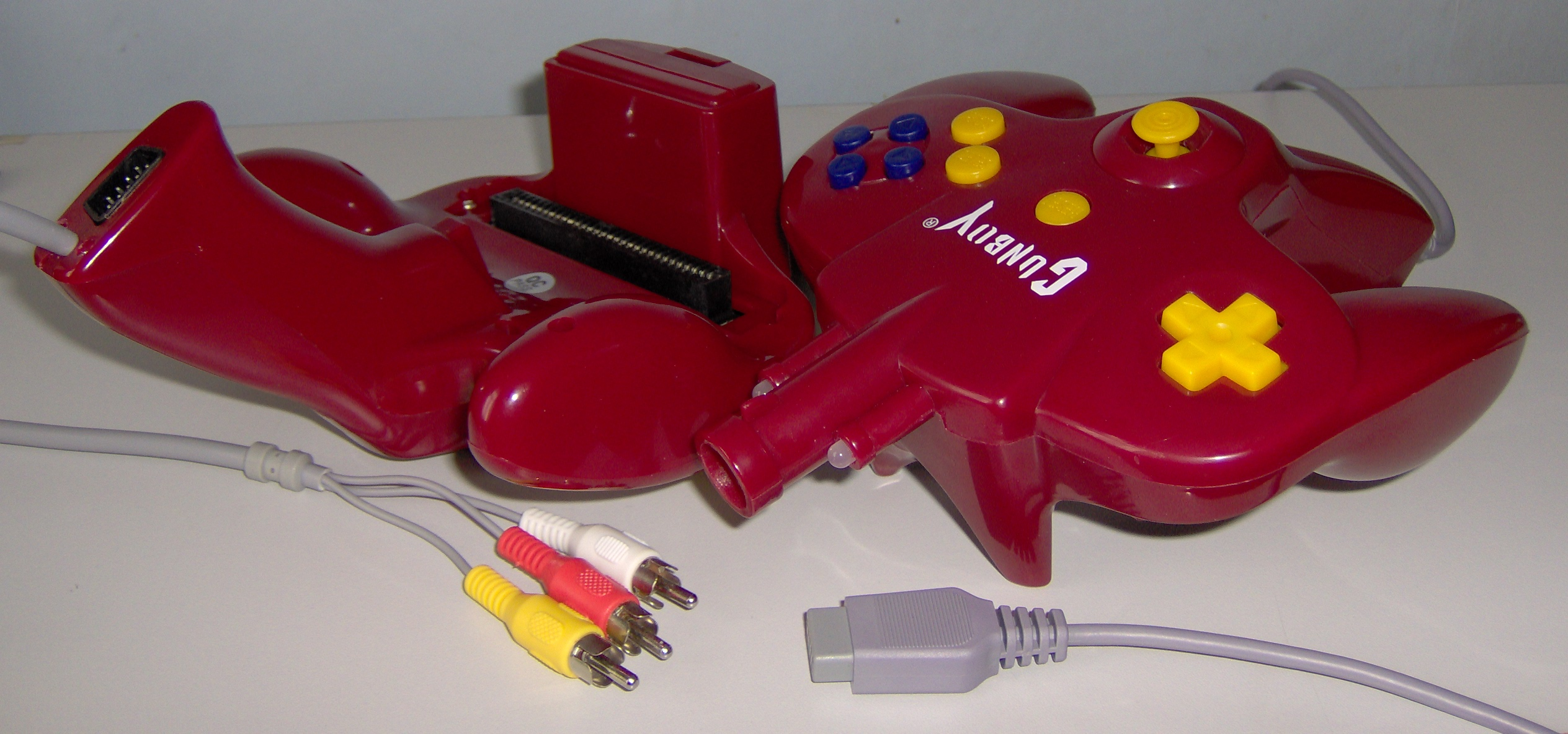
Gunboy Super Double Joy, si tratta di un doppio controller in stile N64, che integrano una macchina clone del NES con tanto di porta per leggere le relative cartucce, inoltre presenta una porta per connettere i controller tra loro

Il controller può essere un elemento a sé stante e nella maggior parte dei casi è così, ma esistono applicazioni o soluzioni alternative, dove il controller assume anche altre funzioni o viene integrato.
Il controller stesso può contenere una console e collegarsi direttamente al televisore, soluzione di solito limitata ad alcune macchine da retrogaming, come la "Capcom home arcade".